# 柴又八幡神社古墳
柴又八幡神社古墳（しばまたはちまんじんじゃこふん）は、東京都葛飾区柴又にあった古墳。形状は前方後円墳。現在では墳丘は失われているが、石室は葛飾区指定史跡に指定され、出土埴輪は東京都指定有形文化財に指定されている。

## 概要

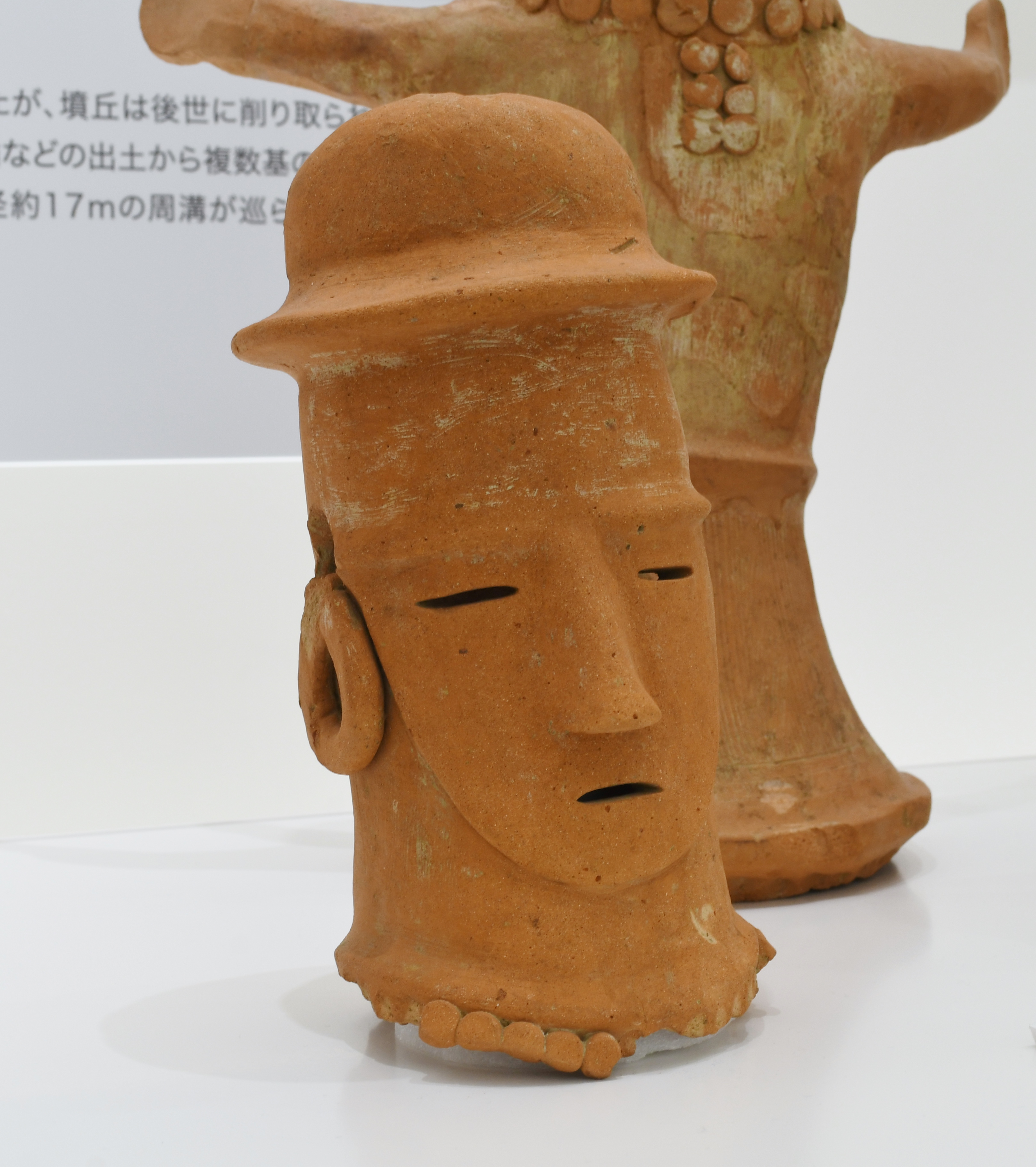
人物埴輪頭部
（通称「寅さん埴輪」）葛飾区郷土と天文の博物館展示（他画像も同様）。

東京都東部、江戸川右岸の微高地上に築造された古墳である。現在は古墳域の大部分が柴又八幡神社境内に所在し、墳丘がほぼ失われた埋没古墳であるが、石室が社殿下に復元保存されているほか、1990年度（平成2年度）以降の境内の発掘調査で周溝・埴輪等が確認されている。
墳形は前方後円形で、前方部を西北西方向に向ける。墳丘表面では円筒埴輪列（朝顔形埴輪含む）・形象埴輪（人物・馬形埴輪）が認められるが、これらは旧下総国一帯に分布する下総型埴輪の特徴を有する。また墳丘周囲には周溝が巡らされるほか、くびれ部では須恵器・土師器を用いた祭祀跡が確認されている。埋葬施設は横穴式石室で、石室の石材には房総半島の石が用いられる。昭和期の調査では、人骨のほか刀子・馬具などの副葬品が出土している。
築造時期は、古墳時代後期-終末期の6世紀末-7世紀初頭頃と推定される。一帯の古墳群では法皇塚古墳（千葉県市川市）の下位首長墓に位置づけられる。石室が現存する古墳としては東京都内の低地部で唯一の例であるとともに、人物埴輪・円筒埴輪が良好な状態で多数出土した古墳としては東京都内で唯一の例として重要視される古墳になる。
復元石室は1976年（昭和51年）に葛飾区指定史跡に指定され、出土埴輪は2011年（平成23年）に東京都指定有形文化財に指定された。現在では石室は社殿下に復元保存されているが、公開は制限されている。また男性人物埴輪像1点は、柴又を舞台にした映画『男はつらいよ』の車寅次郎（渥美清）になぞらえて「寅さん埴輪」としても注目される。

## 遺跡歴
- 江戸時代
  - 寛永10年（1633年）銘の柴又八幡神社棟札あり（同年以前に神社創建）[1]。
  - 『新編武蔵風土記稿』「柴又村」に八幡社の記載[1]。
- 1932年（昭和7年）、神社社殿改築（石室石組の露出か）[1]。
- 1938年（昭和13年）、村高擔風が石室石組とともに神宝の土器2・円筒埴輪1の紹介（『風致』3巻3号、石室石組の初見）[1]。
- 1953年（昭和28年）、可児弘明が「柴又八幡神社内古墳」として初めての学会紹介（『貝塚』48号）[1]。
- 1965年（昭和40年）、神社社殿改築に伴う調査。石室の調査、人骨・副葬品の出土（永峯光一、1970年に報告）[1]。
- 1976年（昭和51年）3月6日、石室が葛飾区指定史跡に指定[3]。
- 1990年度（平成2年度）以降、学術調査（葛飾区郷土と天文の博物館・葛飾考古学クラブ）[1]。
  - 1991年2月、地中レーダー探査。3月、第1次調査（1992年に報告）。
  - 1998-2002年度、第2-6次調査（1999・2000・2001・2002・2003年に報告）。
  - 2001年8月4日（渥美清の命日）、「寅さん埴輪」の出土。
- 2011年（平成23年）6月9日、出土埴輪が東京都指定有形文化財に指定[2]。

## 構造
現在では墳丘はほぼ失われているが、神社境内の発掘調査で墳丘周囲に巡らされた周溝が確認されており、おおよその墳形が推定されている。周溝は社殿の北・東・西側で確認され、東側から北側にかけては弧状に巡るが北西方向にはさらに延びることから、社殿付近を後円部、北西方向を前方部とする前方後円墳と推定される。前方部の墳端は境外の道路にあたるため明らかでないが、墳丘長30メートル程度（帆立貝形古墳であれば25メートル程度）、後円部直径約15メートル、くびれ部幅約8メートルと見積もられる。
周溝は東側で幅4メートル、北側で幅6メートル・深さ2.2メートル（社殿側からの比高）または0.5-0.6メートル（周溝外側からの比高）、西側で幅1.5メートル・深さ0.3-0.5メートルを測る。周溝は地山の自然堆積土を掘り込み、墳丘土（褐色系シルトを主体）には周溝掘削土や周辺の土が使用される。また墳丘上では円筒埴輪列（朝顔形埴輪含む）・形象埴輪（人物・馬形埴輪）が確認されている。埴輪は狭い箇所では10センチメートル間隔、部分的には20-30センチメートル間隔で並び、布掘りによる埋設とみられる。
社殿西側の墳丘くびれ部では、埴輪列内側の墳丘上で須恵器・土師器が集中的に出土しており（遺物集中区）、祭祀跡と推測される。遺物集中区の遺物には、6世紀末-7世紀初頭頃の1群と7世紀前半頃の1群があり、古墳構築時の祭祀とは別に構築後しばらく経ってからも祭祀がおこなわれた様子が示唆される（追葬を反映か）。

## 埋葬施設
埋葬施設としては横穴式石室が構築されている。現在は社殿下に石室石材が復元保存されているほか、発掘調査においても石材とみられる磯石が確認されている。石室の石材について、1965年（昭和40年）調査では三浦半島基部の凝灰質砂岩（伊豆石）と推定されているが、近年の調査では房総半島の火山砕屑岩類とされる。また1965年（昭和40年）調査では砂利を敷き詰めた床面が確認され石室床面と報告されているが、墳丘との位置関係として無理があることから、現在では二次的な出土と判断される。元々の石室の規模は明らかでないが、一説には長さ4メートル・幅1メートル程度と推測される。
磯石を用いた石室古墳は赤羽台3・4号墳（北区）や法皇塚古墳（千葉県市川市）でも知られ、関連性が指摘される。

## 出土品

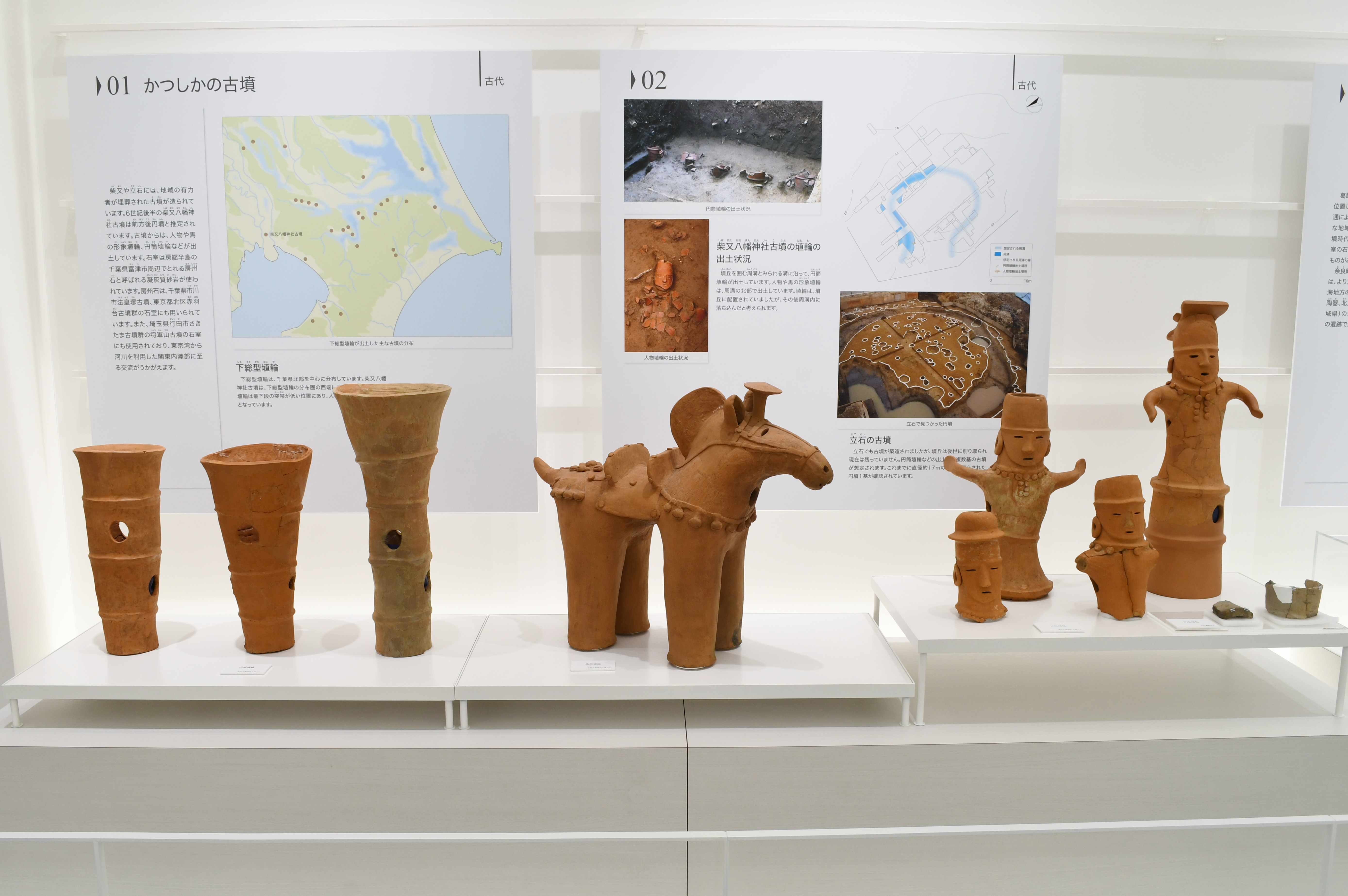
出土埴輪

柴又八幡神社古墳からの出土品として、1965年（昭和40年）調査では石室内から人骨片・朱塊・鍔・刀子・轡・鉄鏃片が出土したと報告されている。現在は人骨片は神社境内の島俣塚に埋納されるが、副葬品は鉄刀・馬具・刀子・不明金属製品が所蔵されている。そのうち、調査報告の鉄鏃片は神社所蔵の刀子片である可能性のほか、神社所蔵の鉄刀は1965年（昭和40年）以前の出土品である可能性が指摘される。
また近年の発掘調査では、円筒埴輪列・形象埴輪が出土している。埴輪はいずれも旧下総国に分布する「下総型埴輪」と称される特徴を示す。人物埴輪の1点は鍔がまわる帽子をかぶった男性像の頭部で、首飾り・耳環がつき、顔には白色塗彩が施される。その容姿から、柴又を舞台にした映画『男はつらいよ』で渥美清が演じた車寅次郎になぞらえて「寅さん埴輪」と称される。
なお、柴又に関連する資料としては養老5年（721年）の「下総国葛飾郡大嶋郷戸籍」にも「刀良（とら）」・「佐久良（さくら）」の人物名が見えることから、「寅さん埴輪」と合わせて車寅次郎・妹さくらに関連づけて紹介されることがある。

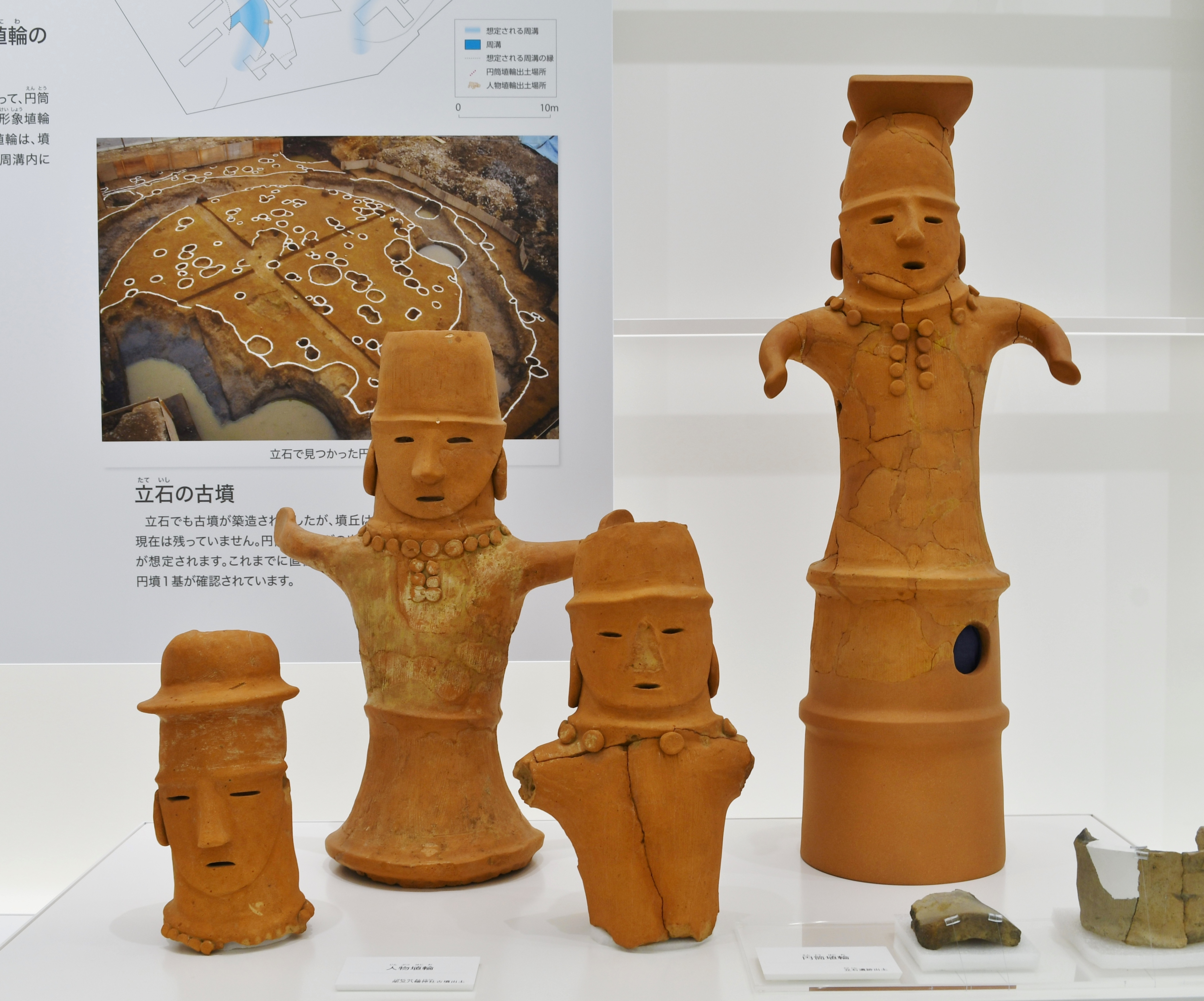
人物埴輪
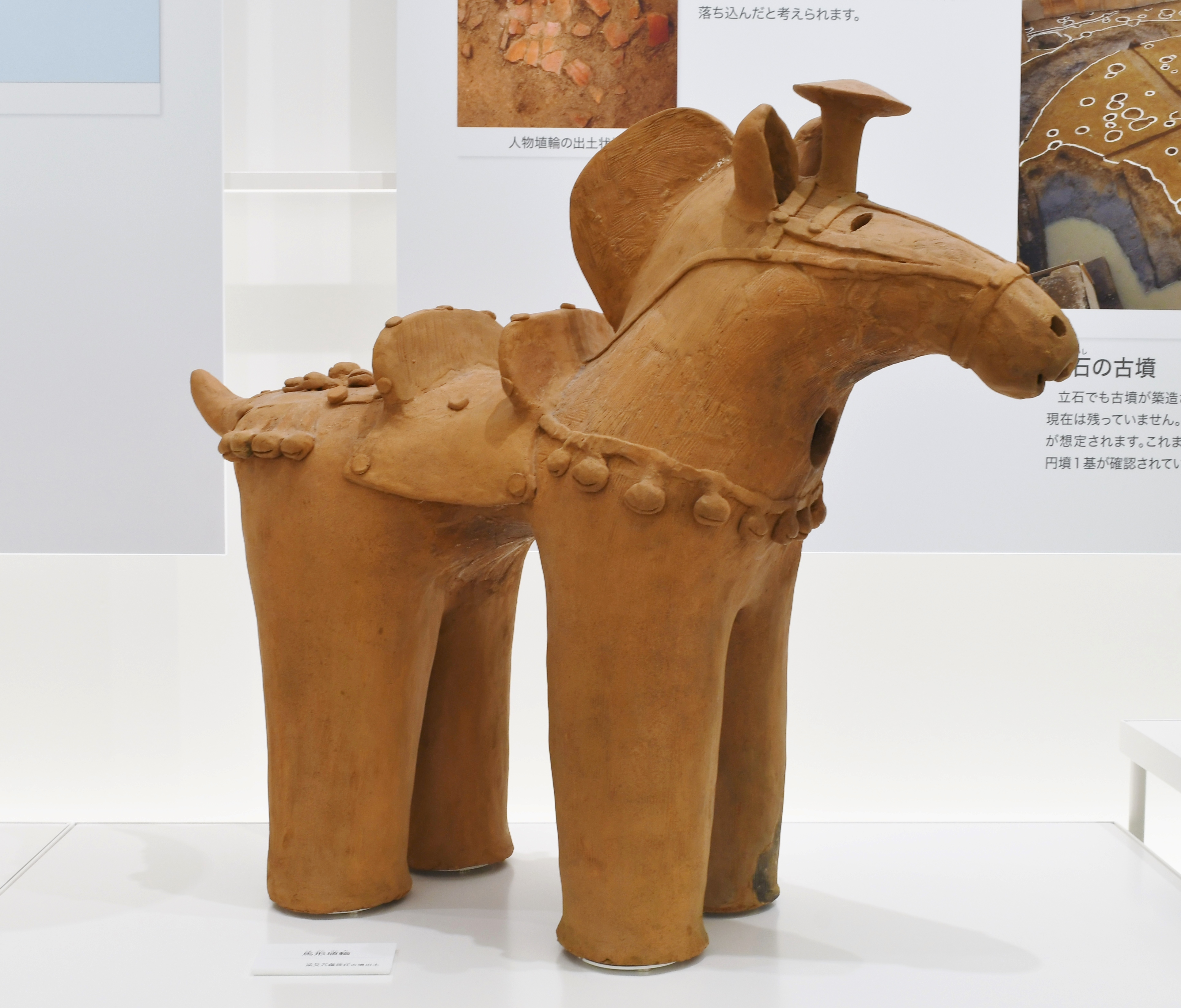
馬形埴輪
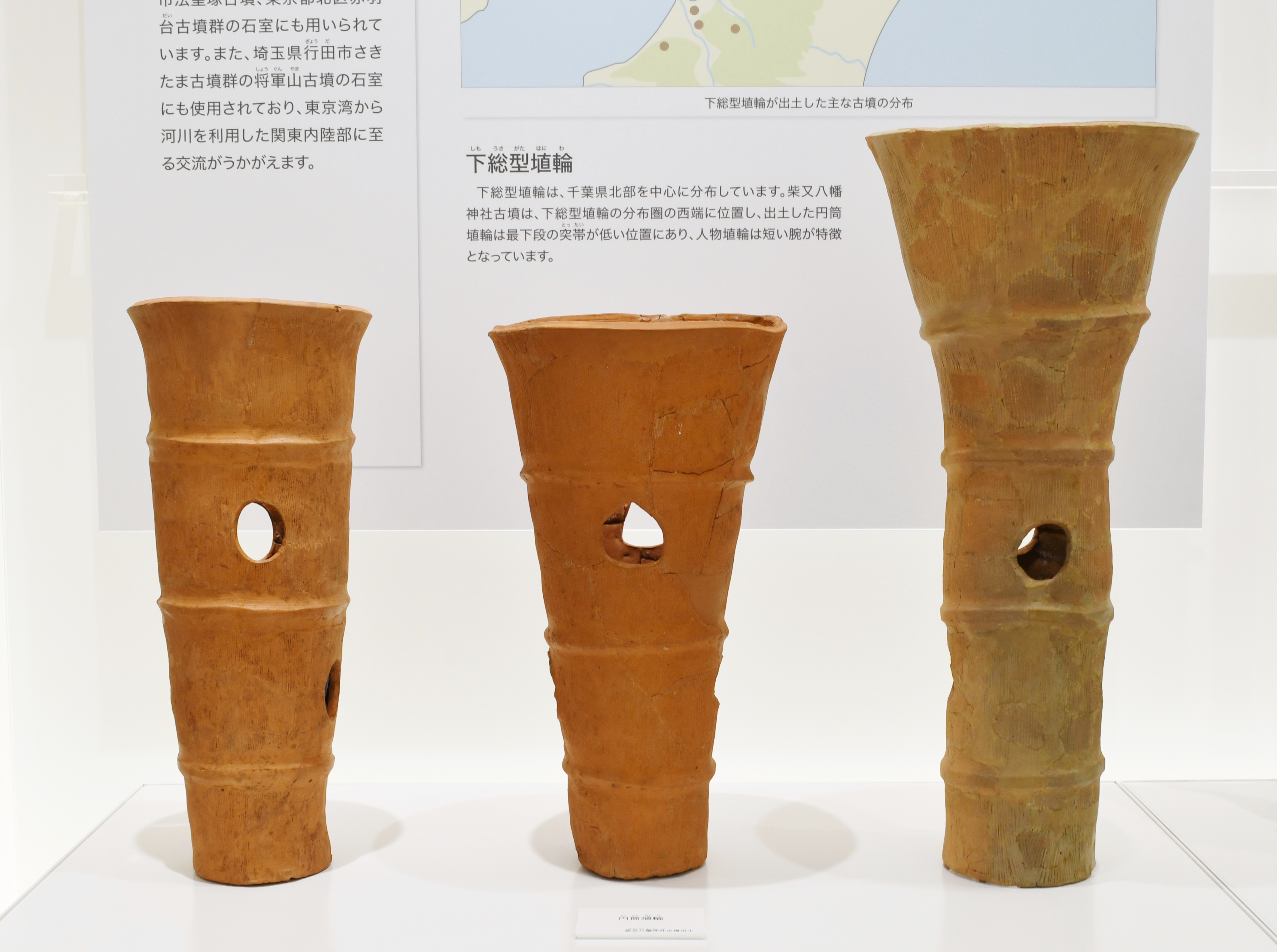
円筒埴輪
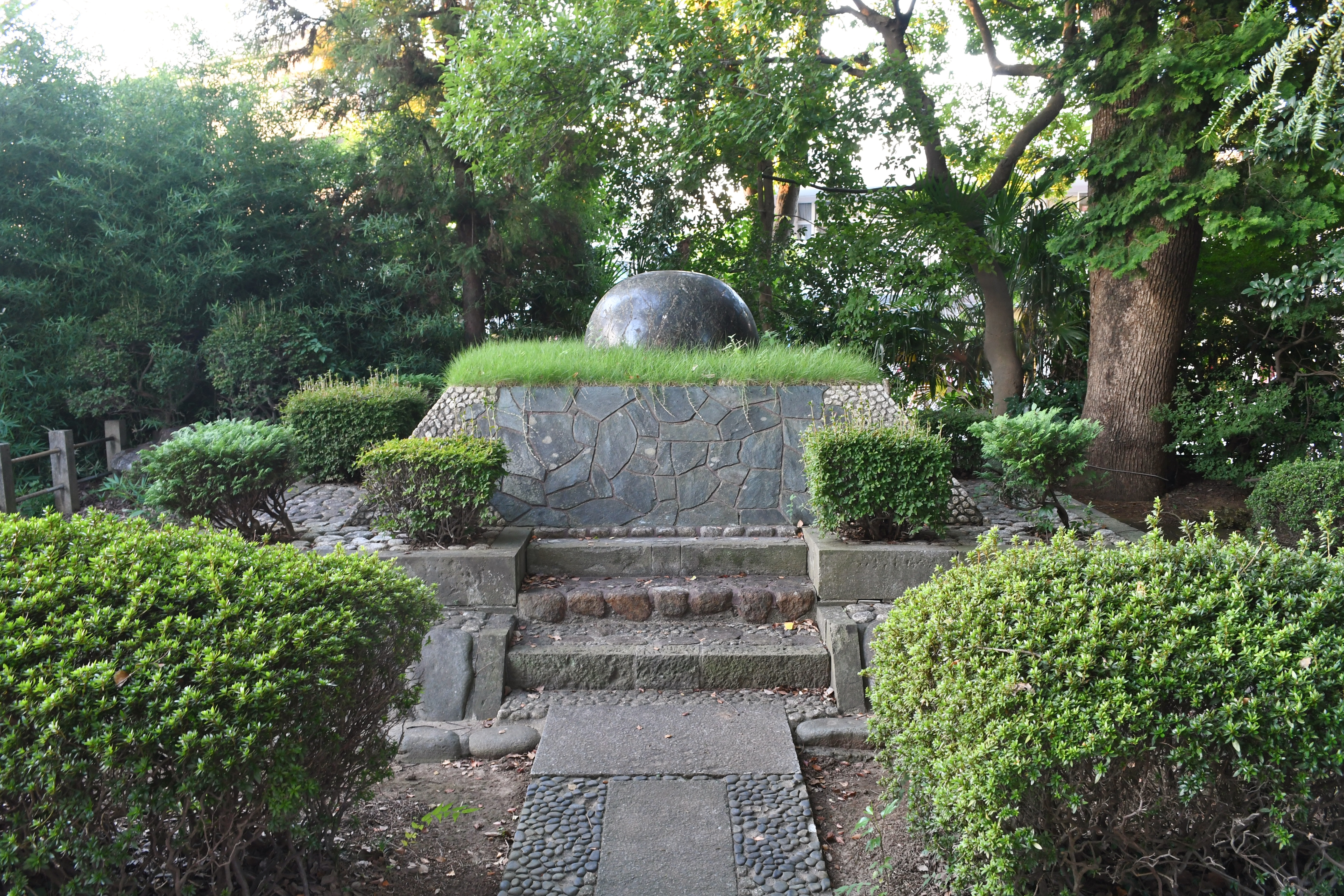
島俣塚 出土人骨片を埋納。

## 文化財

### 東京都指定文化財
- 有形文化財
  - 柴又八幡神社古墳出土埴輪 224点（附 土器14点、金属製品21点）（考古資料） - 所有者は葛飾区（葛飾区教育委員会）、柴又八幡神社。2011年（平成23年）6月9日指定[2]。

### 葛飾区指定文化財
- 史跡
  - 柴又八幡神社の古墳石室 - 1976年（昭和51年）3月6日指定[3]。

## 関連施設
- 葛飾区郷土と天文の博物館（葛飾区白鳥） - 柴又八幡神社古墳の出土品を展示。

## 関連文献
（記事執筆に使用していない関連文献）
- 「葛西地区における考古学的調査」『北東低地帯文化財総合調査報告 第1分冊』東京都教育委員会〈東京都文化財調査報告書23〉、1970年。
- 『柴又八幡神社古墳1』葛飾区郷土と天文の博物館〈葛飾区郷土と天文の博物館考古学調査報告第1集〉、1992年。
- 『柴又八幡神社古墳2』葛飾区郷土と天文の博物館〈葛飾区郷土と天文の博物館考古学調査報告第9集〉、1999年。
- 『柴又八幡神社古墳3』葛飾区郷土と天文の博物館〈葛飾区郷土と天文の博物館考古学調査報告第10集〉、2000年。
- 『柴又八幡神社古墳4』葛飾区郷土と天文の博物館〈葛飾区郷土と天文の博物館考古学調査報告第11集〉、2001年。
- 『柴又八幡神社古墳5』葛飾区郷土と天文の博物館〈葛飾区郷土と天文の博物館考古学調査報告第12集〉、2002年。
- 『柴又八幡神社古墳6』葛飾区郷土と天文の博物館〈葛飾区郷土と天文の博物館考古学調査報告第13集〉、2003年。
- 『柴又八幡神社古墳7』 第1分冊（古墳編）、葛飾区郷土と天文の博物館〈葛飾区郷土と天文の博物館考古学調査報告第18集〉、2009年。
- 『柴又八幡神社古墳8』 第2分冊（考察編）、葛飾区郷土と天文の博物館〈葛飾区郷土と天文の博物館考古学調査報告第20集〉、2011年。
- 『古代東国と柴又八幡神社古墳 -平成24年度地域史フォーラム・地域の歴史を求めて-』葛飾区郷土と天文の博物館、2012年。